# 講談社+α新書
講談社＋α新書（こうだんしゃぷらすあるふぁしんしょ）は、講談社の新書レーベルである。

## 概要
- 1993年に創刊した講談社+α文庫が好評となり、2000年2月に新書版として創刊[1]。
- 「快適」「創造」をキーワードに「精神」の「こころ」・「身体」の「からだ」・「知」の「あたま」・「時間と空間」の「ゆとり」と4つのテーマを分類を持っている。
- 日本出版販売の調べで、2019年年間ベストセラーに、黒川伊保子の著書「妻のトリセツ」（2018年10月発売）で年間2位、新書7位で話題になった[2]。